# Eric Elwood

a Compétitions nationales et continentales officielles uniquement.

b Matchs officiels uniquement.
Dernière mise à jour le 28 octobre 2021.
Eric Elwood, est né le 26 février 1969 à Galway (Irlande). C’est un ancien joueur de rugby à XV qui jouait avec l'équipe d'Irlande de 1993 à 1999, évoluant au poste de demi d'ouverture (1,80 m et 92 kg).

## Carrière

### Joueur
Il a eu sa première cape internationale à l’occasion d’un test match le 6 mars 1993 contre l'équipe du Pays de Galles. 
Il a participé au Tournoi des Cinq Nations de 1993 à 1999.
Elwood a participé aux Coupes du monde 1995 et 1999.

### Entraîneur
- 2005-2010 : Connacht Rugby (Adjoint)
- 2010-2013 : Connacht Rugby

## Palmarès
- 35 sélections
- Sélections par années : 3 en 1993, 6 en 1994, 5 en 1995, 2 en 1996, 6 en 1997, 8 en 1998 et 5 en 1999
- Tournois des Cinq Nations disputés: 1993, 1994, 1995, 1996, 1997, 1998 et 1999.
- Participation aux Coupes du monde en 1995 et 1999.